# Ginza Sony Park
Ginza Sony Park（銀座ソニーパーク、ぎんざソニーパーク）は、東京都中央区銀座に所在するビル。
敷地は外堀通りと晴海通りの交わる数寄屋橋交差点に面しており、2025年1月26日に開業した。

## コンセプト
ソニー創業者の盛田昭夫が「銀座の庭」と呼び、長く銀座のランドマークとなっていたソニービルを建て替える試みであるGinza Sony Park Projectの一環として建設された。
同ビルの「街に開かれた施設」というコンセプトを継承し、銀座の街に活気を与える「銀座の公園」として生まれ変わることを目的としている。

## 工事
ソニー企業代表取締役社長である永野大輔の2020年東京オリンピックに向けて急速に進む再開発に疑問を覚えた経験から、建物の歴史や記憶を尊重し、解体中の期間を「公園」として開放するというユニークな試みを行った。
これらの工事は2017年に始まった第1期の解体から、2024年の第3期竣工まで7年に渡って行われた。

### 暫定形態（2018年 - 2021年）

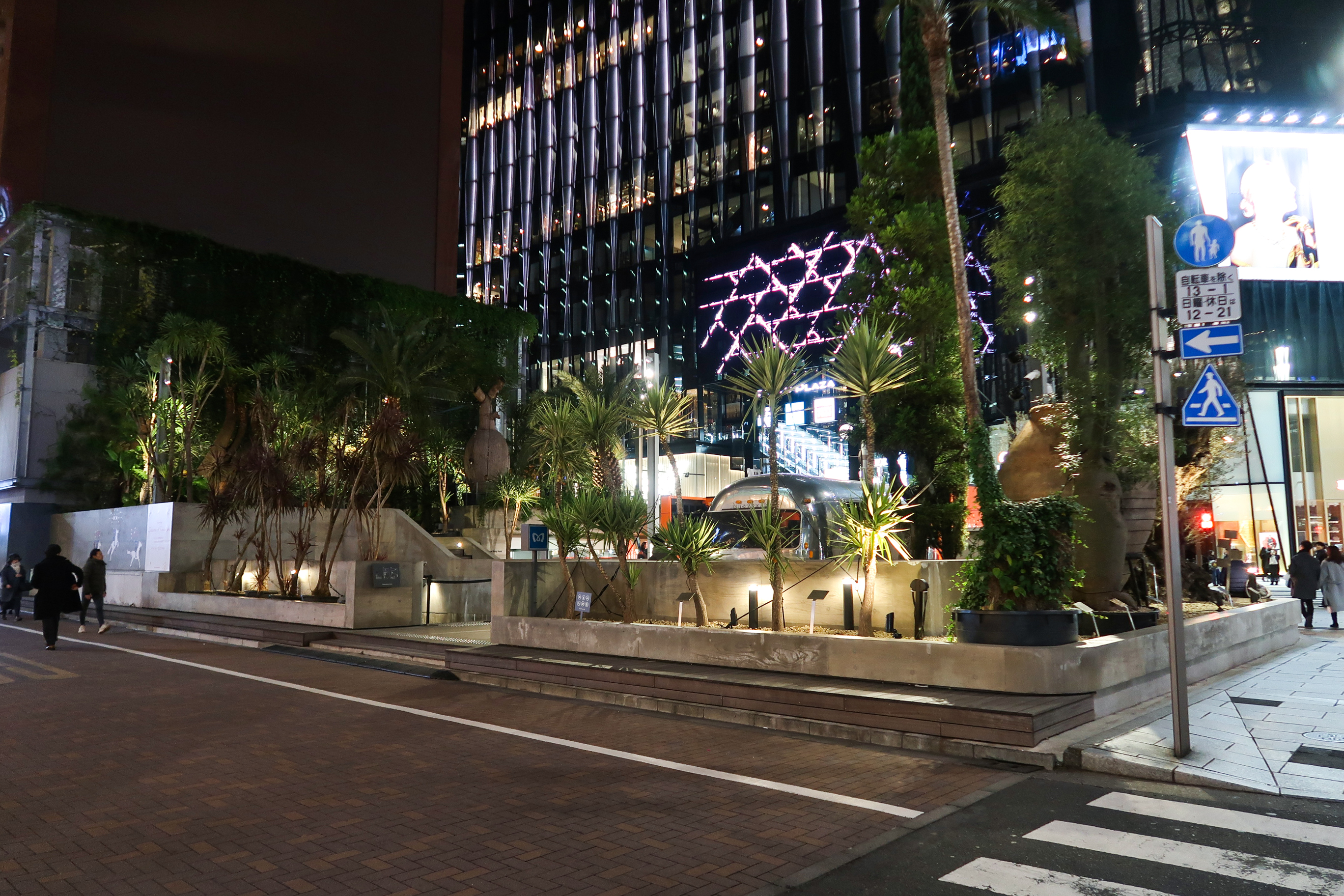
暫定形態（2019年）

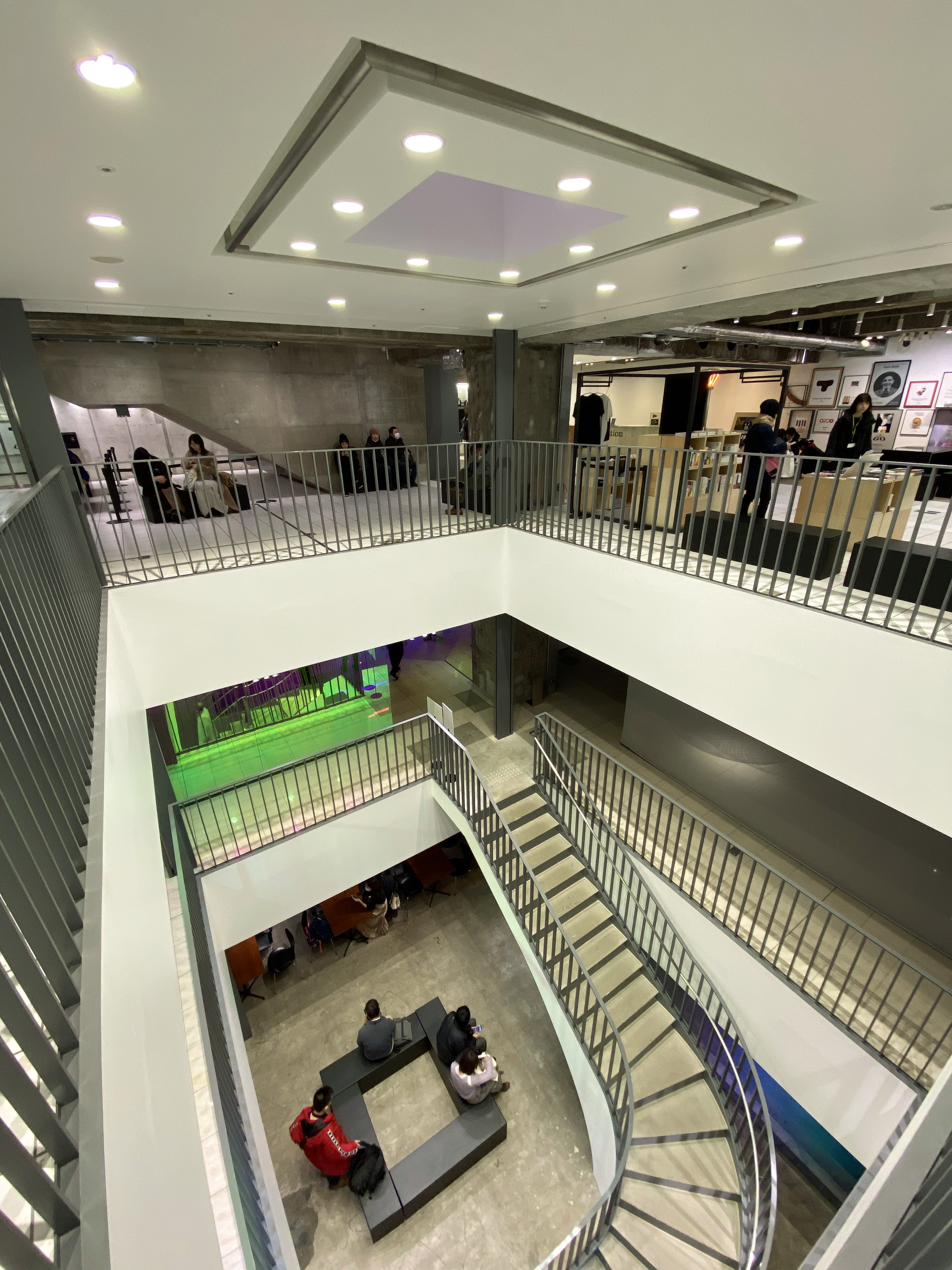
中庭（2019年）

旧ソニービルの解体後、新たな建物の着工まで地上部を暫定的に開放することとなり、2018年8月9日にオープンした。ソニー製品のショールームやストアとしての機能は持たず、"変わり続ける実験的な「公園」"をコンセプトとし、様々な体験型イベントやライブなどのプログラムを開催。
当初は2020年9月までの期間限定で開園したが、2021年9月末まで開園期間を延長した。

### TOKYO FM Ginza Sony Park Studio
当施設のオープンと同時にTOKYO FMが設置したトレーラーハウスを改造したサテライトスタジオで同局の一部の番組で公開放送が行われていたが、2020年2月28日から新型コロナウイルス感染症（COVID-19）流行のため休止となり、再開されることなく2021年5月31日に閉鎖した。
休止時点で公開生放送をしていた番組
- LOVE CONNECTION（2019年9月30日 - 、月 - 木[13]）
- TOKYO SOUNDS GOOD[14]
- TOKYO SPORTS GOOD[14]

過去に生放送されていた番組
- シンクロのシティ[15]（2018年8月13日 - 2019年9月26日）

生放送を予定していた番組

以下の番組は状況次第で同所からの公開生放送を実施予定だった。
- JUMP UP MELODIES TOP 20[16]
- TOKYO TEPPAN FRIDAY[16]

## 画像

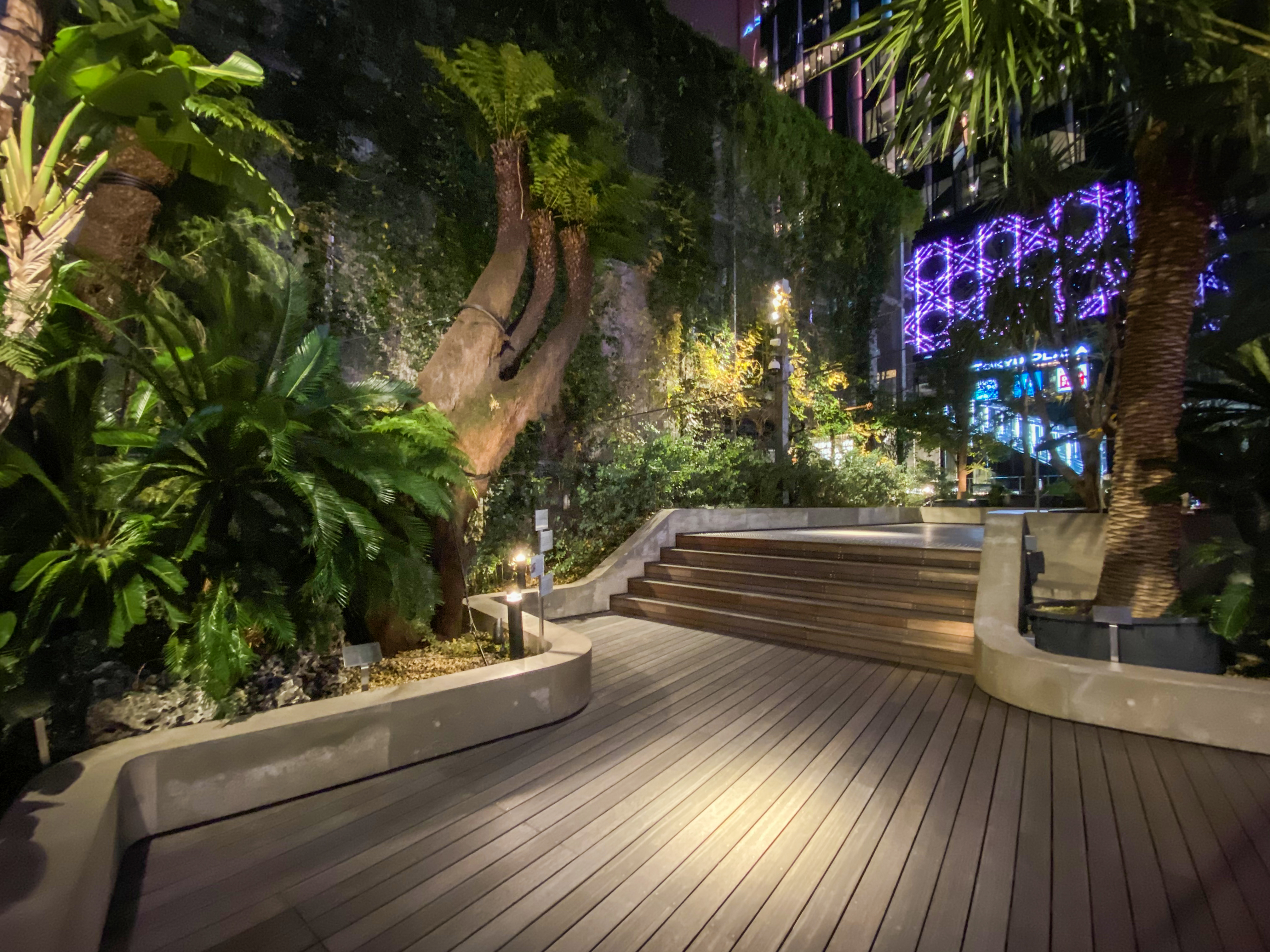
アヲ GINZA TOKYO（2020年9月30日閉店[17]）
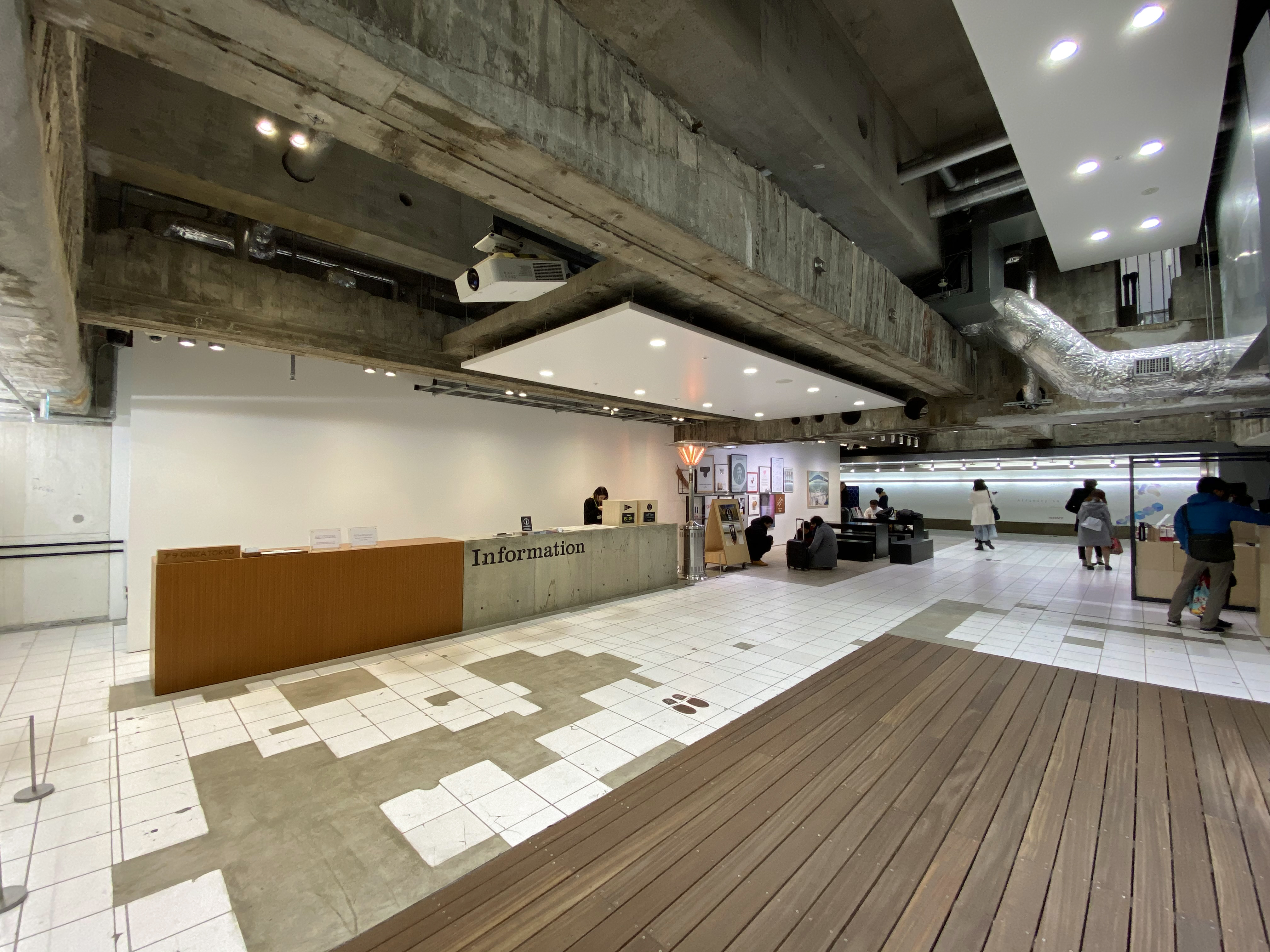
B1 インフォメーション
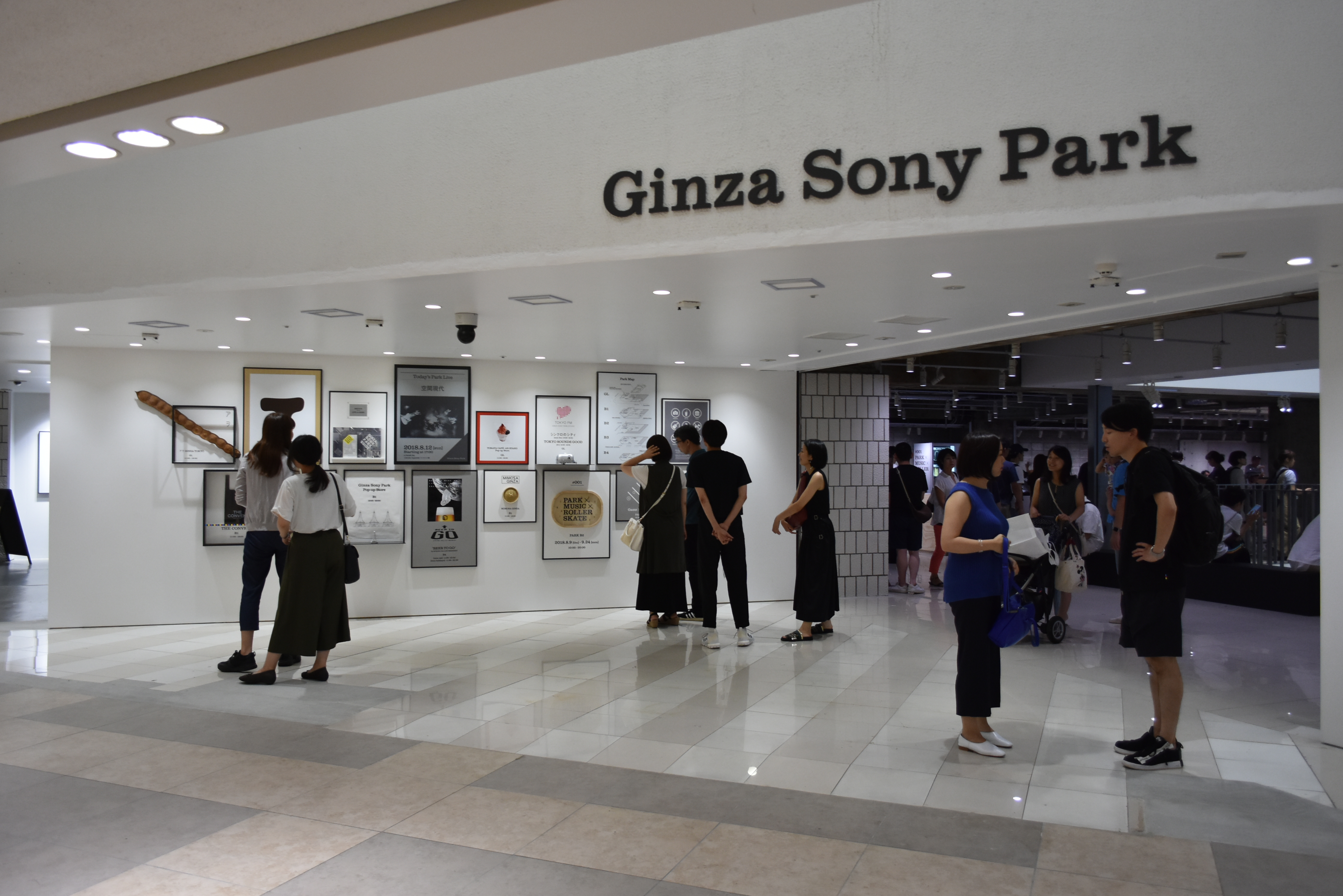
PARK B2入口
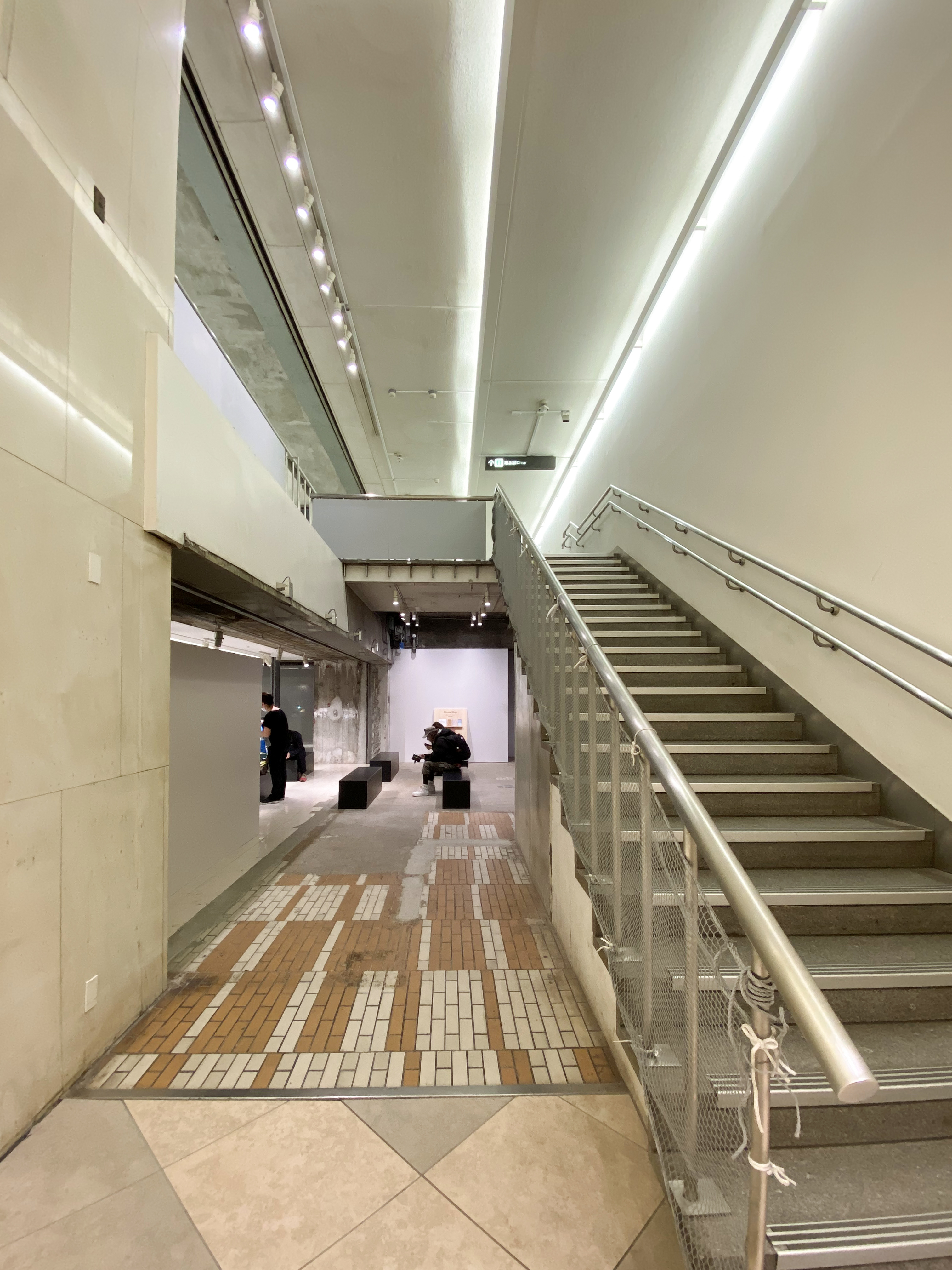
PARK B2入口階段
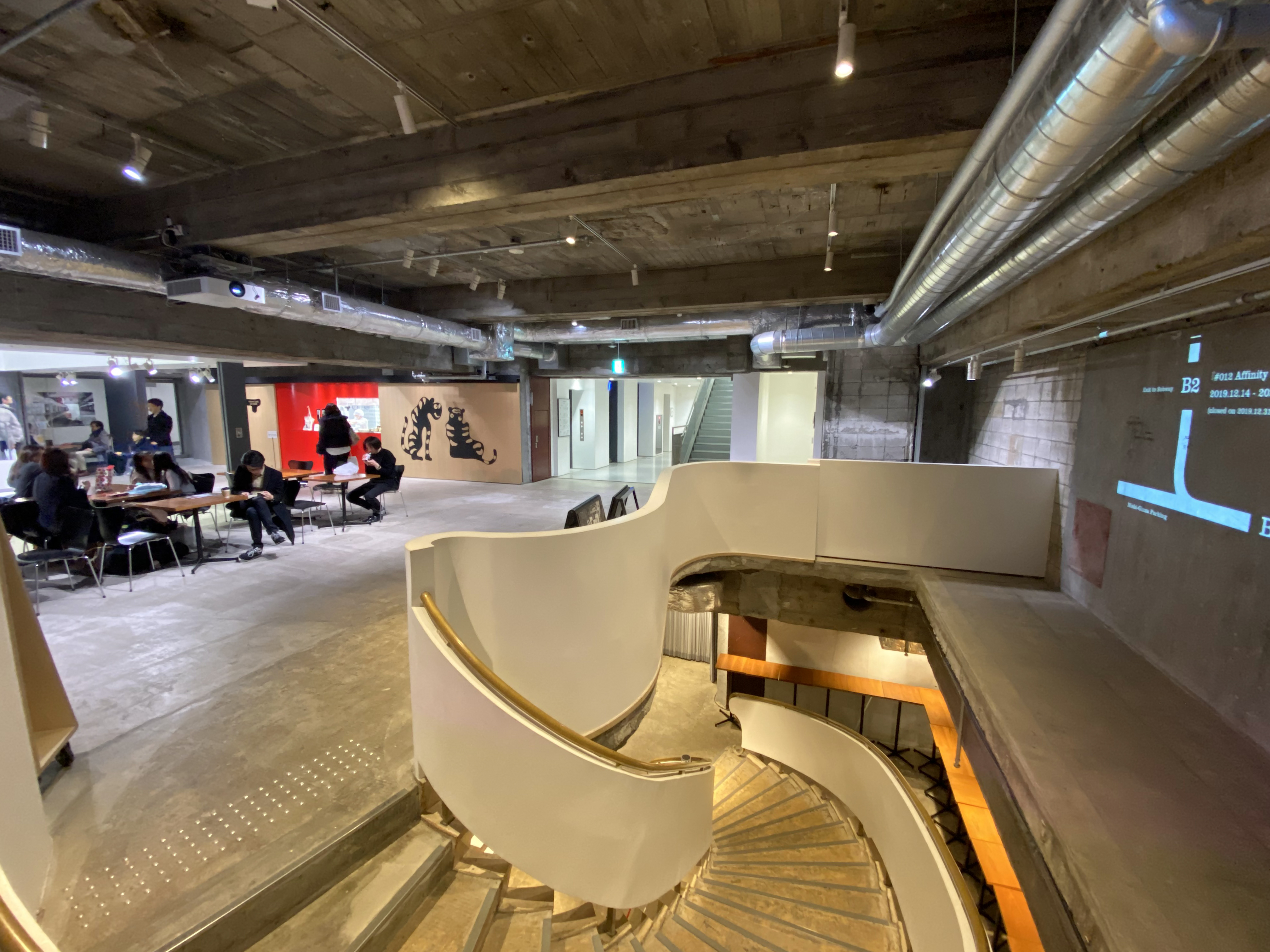
B3階段
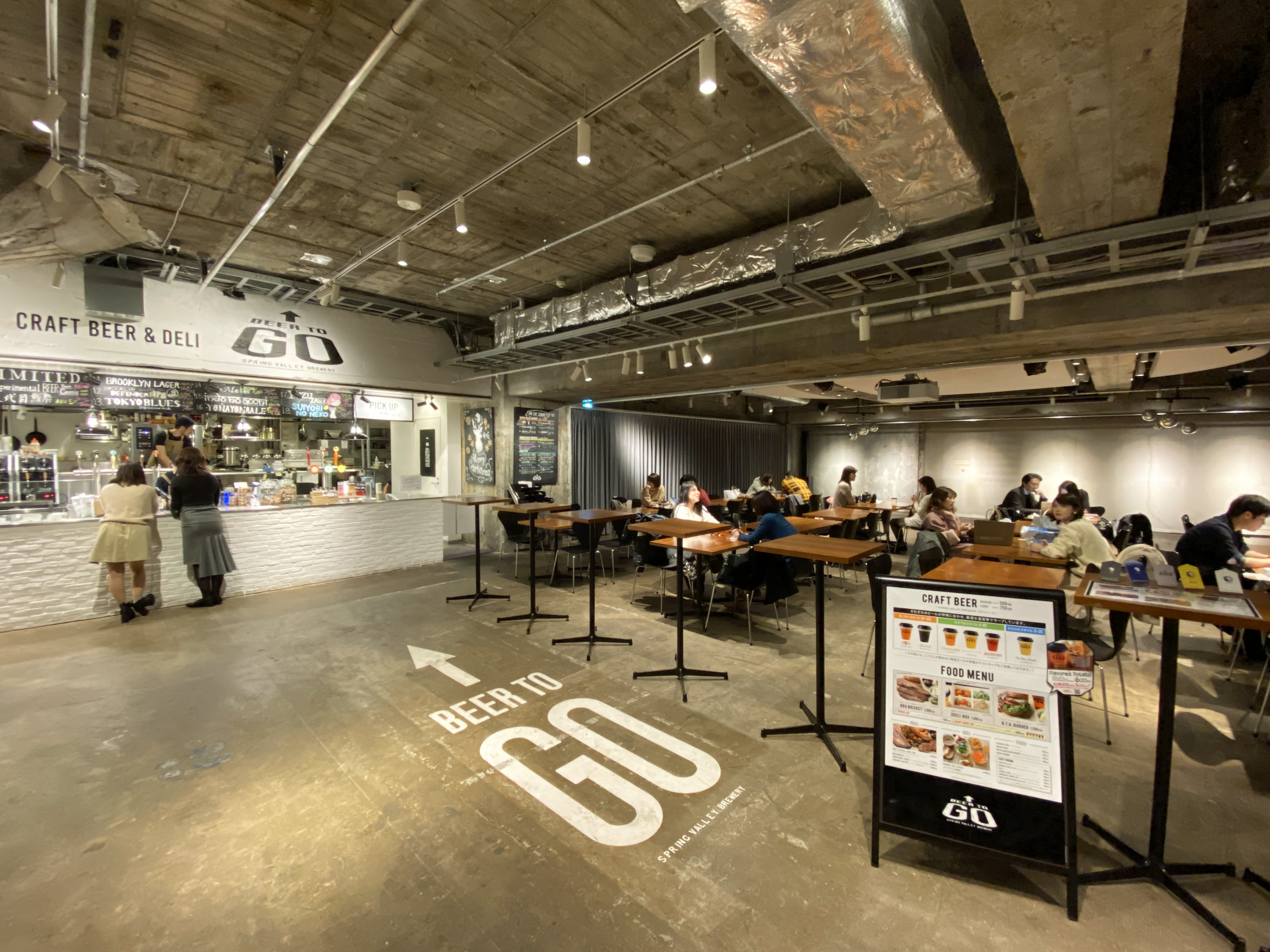
B4 BEER TO GO（2020年8月31日閉店[18]）